# Czepełarska reka
Czepełarska reka (t. Asenica, Czaja; bułg. Чепеларска река, Асеница, Чая) – rzeka w południowej Bułgarii, prawy dopływ Maricy w zlewisku Morza Egejskiego. Długość – 86 km, powierzchnia zlewni – 1010 km².
Źródła Czepełarskiej reki znajdują się w środkowych Rodopach, koło wsi Pamporowo. Rzeka płynie na północ, skręca na wschód, koło miasta Asenowgrad opuszcza góry i wypływa na Nizinę Górnotracką. Płynie na północ i uchodzi do Maricy około 10 km na wschód od Płowdiwu. Największym dopływem Czepełarskiej jest Jugowska reka.
Na rzece Czepełarskiej istnieją dwie elektrownie wodne o łącznej mocy 2,4 MW. Rzeka była dawniej mocno zanieczyszczona przez ścieki z kopalni cynku i ołowiu w Łykach, ale ostatnio zanieczyszczenie spada w miarę wyczerpywania się złóż.